# Chrysopa slossonae
Chrysopa slossonae is een insect uit de familie van de gaasvliegen (Chrysopidae), die tot de orde netvleugeligen (Neuroptera) behoort. 
Chrysopa slossonae is voor het eerst wetenschappelijk beschreven door Banks in 1924.